# Vernon, Connecticut
Vernon är en kommun (town) i Tolland County i delstaten Connecticut, USA med cirka 28 063 invånare (2000). Den har enligt United States Census Bureau en area på 46,9 km² varav 1 km² är vatten. 